# Museu Kreković
El Museu Kreković és un centre museístic ubicat a Palma, originàriament creat com un museu monogràfic dedicat a l'obra donada pel pintor croat Kristian Kreković. Està situat al carrer Ciutat de Querétaro, al barri de Nou Llevant de Palma.

## Història
Kristian Kreković s'establí a Mallorca l'any 1960. En un primer moment, llogà la possessió de Son Fusteret, on obrí al públic una mostra dels seus quadres. A finals dels anys 70, el museu es traslladà a la seu actual, que s'inaugurà oficialment el 4 de setembre de 1981. L'any 1987, dos anys després de la mort de Kristian Kreković, el Govern balear acceptà la donació de l'obra pictòrica de l'artista. Amb la llei 6/1994, de 13 de desembre, d'atribució de competències als consells insulars en matèria de patrimoni històric, de promoció sociocultural, d'animació sociocultural, de dipòsit legal de llibres i d'esport la titularitat, la gestió i l'administració del Museu Kreković passaren a dependre del Consell de Mallorca. Des del 2004, l'edifici Kreković també acull l'Arxiu General del Consell de Mallorca. El 3 de juliol de 2019 va rebre el reconeixement com a Col·lecció museogràfica, en el conjunt del fons artístic del Consell de Mallorca.

## Edifici
L'edifici del barri de Nou Llevant es construí a càrrec del que llavors era l'Instituto Nacional de la Vivienda, entre el 1976 i 1978, d'acord amb un projecte d'A. García-Ruiz Rosselló i A. Bru Zaragoza.

## Col·lecció

### Fons Kreković
El gruix de la col·lecció és l'obra pictòrica de Kristian Kreković, uns tres-cents quadres que desenvolupen principalment les següents temàtiques:
Antigues cultures de Perú
Kreković fou un entusiasta de les civilitzacions que es desenvoluparen a la zona andina abans de la conquesta espanyola, i gran part de la seva obra està dedicada a les cultures preincaiques i a l'Imperi Inca. Per a la realització d'aquests quadres, alguns de grans proporcions, es basà en el que va conèixer durant els seus viatges al Perú: vestigis arqueològics i ceràmiques, teixits o joies dels museus peruans. A més, prenia com a models persones de la població amb trets indígenes característics d'aquelles contrades.
Retrats de gent de Perú
A més de representar el passat de Perú, Kreković també s'interessà per documentar la cultura tradicional d'aquell país a través de retrats d'homes, dones, infants i gent gran, inspirats en models i escenes reals.
Personatges històrics
Kristian Kreković també treballà altres aspectes, com la colonització hispànica d'Amèrica o personatges destacats de la història i la cultura d'Espanya i de Mallorca.
La guerra
Finalment, hi ha una sèrie d'obres en les quals el pintor volgué reflectir la desolació i l'angúnia davant dels fets que visqué amb la Segona Guerra Mundial i el posterior exili.

### Fons pictòric del Consell de Mallorca
A partir del reconeixement de la Col·lecció museogràfica del Consell de Mallorca, al centre Kreković s'hi han dipositat com a part de la col·lecció estable un conjunt d'obres de pintors estrangers del fons d'art del Consell de Mallorca, amb les que es vol iniciar un camí, d'adquisició, recerca, documentació i difusió de l'aportació dels nombrosos artistes estrangers que han visitat l'illa −o que s'hi han instal·lat temporalment o definitiva− des de l'inici del segle xx. Es mostren obres com Moll de Palma, de Tito Cittadini i Paisatge de Gènova, de Roberto Ramaugé, ambdós argentins deixebles d'Anglada Camarasa, i d'alguns altres pintors més desconeguts, com l'alemany Ernest Curiel o de la pintora i escriptora hongaresa Erzsébet Ringer, que va viure al barri del Terreno durant la dècada dels anys vint del segle passat. També, s'exposen les incorporacions més recents a la col·lecció, que són les obres d'Archie Gittes, George Sheridan −donació al Consell de Mallorca de Cecilie Sheridan− i Ritch Miller.